# Gino Birindelli
Gino Birindelli (Pescia, 19 gennaio 1911 – Roma, 2 agosto 2008) è stato un ammiraglio e politico italiano.
Prestò servizio nella Regia Marina durante la seconda guerra mondiale venendo decorato con la medaglia d'oro al valor militare. Fu anche deputato alla Camera e presidente del MSI-DN.

## Biografia
Nato il 19 gennaio 1911 a Pescia, Figlio di Ugo, industriale, e di Ada Molendi, dopo avere frequentato la scuola elementare, proseguì i suoi studi fino al ginnasio, al collegio degli Scolopi di Firenze, nell'ottobre 1925 entra alla Regia Accademia Navale di Livorno, uscendone nel 1930 con il grado di Guardiamarina ed imbarcandosi sull'incrociatore Ancona. Seguirono poi altri imbarchi sulla corazzata Andrea Doria, sui cacciatorpediniere Quintino Sella, Confienza, Monzambano e Giovanni Nicotera e sul sommergibile Santorre Santarosa. Promosso Sottotenente di vascello nel 1931 e Tenente di Vascello nel 1935. Nel novembre 1936 era secondo del Naiade (su cui era imbarcato dal 1º agosto 1934), che partito dalla base di Trapani fu uno dei primi sommergibili italiani a partecipare alla guerra di Spagna.
Nel 1937 conseguì la laurea in ingegneria civile presso l'Università di Pisa. Ebbe poi l'incarico di comandante in 2^ sui sommergibili Foca e Domenico Millelire, ed, in seguito, il comando del Dessiè e del Rubino e, dall'aprile 1939, fu addetto presso il comando del costituendo 6º Gruppo Sommergibili di Tobruk, quale comandante in riserva.

### Nella seconda guerra mondiale
Il 1º settembre 1939 viene destinato alla Spezia alla Flottiglia MAS per iniziare l'addestramento sui mezzi d'assalto insieme ad altri Sommozzatori e palombari quali Teseo Tesei, Elios Toschi, Emilio Bianchi e Luigi Durand de la Penne. Consegue il brevetto da Sommozzatore n° 14 e prosegue l'addestramento che veniva svolto a Bocca di Serchio; durante uno di questi addestramenti un respiratore dell'ossigeno gli lesiona un polmone. Ricoverato nell'Ospedale di Massa, dopo essere uscito di sua iniziativa per rientrare subito a Bocca di Serchio, chiese ed ottenne dall'ammiraglio Aimone di Savoia (comandante della Circoscrizione Alto Tirreno), di essere mantenuto in servizio tra gli uomini dei mezzi d'assalto.
Nel suo libro Vita di Marinaio, l'ammiraglio Birindelli descrisse così l'attività giornaliera del gruppo a Bocca di Serchio: …Noi andavamo in mare al mattino assai presto ed alla sera a buio fitto, dedicando il lavoro nelle ore di luce al continuo perfezionamento di ogni strumento e quello notturno all'addestramento alle vere e proprie operazioni belliche, di cui studiavamo le tattiche… Al Serchio si era creata, in modo vero, profondo e sincero, quella "banda di fratelli che costituiva un ideale dei giovani allievi dell'Accademia Navale" ed essere uniti come consanguinei non era retorica, come non lo era il volere dare in ogni possibile modo tutto quello che si poteva ad un'Italia che amavamo sopra ogni cosa. Là si creò quello "spirito del Serchio" che nessuno di noi ha mai potuto dimenticare.
All'inizio del secondo conflitto mondiale ebbe il comando della Vª Squadriglia MAS per Gruppo Mezzi d'Assalto, con i quali operò poi in guerra. Imbarcato sul sommergibile Iride nell'agosto 1940, prese parte attivamente alla prima spedizione dei Mezzi d'Assalto contro la base inglese di Alessandria. La data dell'attacco era stata fissata per il 26 agosto, ma il sommergibile, salpato dalla base della Spezia il 22 agosto, venne localizzato alla fonda nel Golfo di Bomba da un ricognitore inglese, ed alcune ore più tardi venne attaccato e colpito da tre aerosiluranti inglesi. Nell'occasione Birindelli riuscì a portare in salvo un marinaio di leva dell'equipaggio del sommergibile, intrappolato nel battello in fase di affondamento. Per il suo comportamento Birindelli venne decorato "sul campo" con la Medaglia d'argento al valor militare.

#### La M.O.V.M.
Il successivo 30 ottobre 1940 Birindelli riuscì a penetrare nella base inglese di Gibilterra nell'ambito dell'operazione "B.G.2". tuttavia il mezzo affondò per una avaria e Birindelli (da solo, per un malore del secondo membro dell'equipaggio, il 2° capo palombaro Damos Paccagnini) tentò senza successo di portare la carica esplosiva sotto la chiglia della corazzata britannica Barham, trascinandola sul fondo , senza successo. Catturato dai britannici, diede durante la prigionia prova di esemplare e fermo contegno.
Per l'azione a Gibilterra venne decorato della medaglia d'oro al valor militare. Viene liberato dalla prigionia alla fine del 1943.
Con l'armistizio rientrò nel Regno del Sud nel dicembre 1943, e venne promosso Capitano di Corvetta con anzianità retroattiva al luglio 1941. Nel 1944 venne promosso Capitano di Fregata, assumendo l'incarico di Sottocapo di Stato Maggiore dell'Ispettorato Generale MAS, e partecipando alla guerra di liberazione con mezzi di superficie lungo le coste albanesi e jugoslave.
Al termine delle ostilità venne destinato prima al comando del Battaglione "San Marco", poi sulla corazzata Italia con l'incarico di Comandante in 2ª, durante l'internamento ai Laghi amari.

### Nel dopoguerra
Ebbe quindi il comando del Gruppo Operativo Incursori (GOI) del Varignano, della 3ª Squadriglia Corvette e della 3ª Squadriglia Torpediniere. Promosso Capitano di Vascello nel gennaio 1952, frequentò l'Istituto di Guerra Marittima a Livorno e quindi, dal luglio 1954 ebbe il comando del COMSUBIN del Varignano e dell'incrociatore Montecuccoli, con il quale, dal 1º settembre 1956 al 1º marzo 1957, effettuò una crociera di circumnavigazione che lo portò a toccare 34 porti di quattro continenti, percorrendo complessivamente 33.170 miglia nautiche.
Fu, inoltre, Capo di Stato Maggiore Aggiunto al Comando in Capo della Squadra Navale. Con la promozione a Contrammiraglio nel dicembre 1959, fu destinato prima al Centro Alti Studi Militari, quindi a rappresentare il Comando delle Forze Alleate del Mediterraneo presso il Comando delle Forze Aeree e Terrestri del Sud Europa, e poi allo Stato Maggiore della Difesa. Nei successivi gradi di Ammiraglio ricoprì, in successione, i seguenti incarichi: Comandante della 1ª Divisione Navale, Direttore Generale per il Personale della Marina, Comandante in Capo della Squadra Navale.

#### Comandante di squadra
Nel febbraio 1970 in qualità di Comandante in Capo della Squadra Navale, in una conferenza stampa a bordo dell'incrociatore Garibaldi l'ammiraglio Gino Birindelli denunciò la crisi in cui versava la Marina Militare e lo stato di profondo malessere morale e materiale in cui si trovava il personale che vi operava.
In quella occasione, secondo quanto raccontano i presenti, dopo aver ricevuto con i dovuti onori a bordo del Garibaldi i parlamentari della Commissione Difesa, li suddivise per le varie unità navali presenti nel porto di Cagliari, impartendo l'ordine ai Comandanti di tenerli prevalentemente nei locali macchine e caldaie. I parlamentari dopo quattro ore di navigazione con mare 2/3 furono riportati sul Garibaldi per la conferenza stampa di rito. All'arrivo dell'Ammiraglio si inalberarono tutti per il trattamento ricevuto, e di rimando Birindelli rispose che quelle erano le migliori condizioni in cui viveva il personale a bordo delle navi.
Le dichiarazioni di Birindelli scatenarono reazioni e prese di posizione a tutti i livelli e portarono prima alla pubblicazione di un documento noto come "Libro Bianco della Marina", e di lì a qualche anno alla Legge Navale del 1975, che fu il presupposto di un sostanziale ammodernamento della flotta della Marina Militare.
Fu infine, Comandante navale Nato del Sud Europa (NAVSOUTH) a Malta (da dove venne letteralmente cacciato via dal governo laburista di Dom Mintoff, fresco vincitore delle elezioni nel 1971, e dichiarato come persona non grata: non erano  passate neanche 24 ore dalla vittoria laburista) poi a Napoli (ottobre 1970-marzo 1972). Ha lasciato il servizio attivo nel grado di Ammiraglio di Squadra nel dicembre del 1973.

### L'attività politica
L'ammiraglio Birindelli è anche stato durante la VI Legislatura Deputato al Parlamento dal 1972 al 1976 eletto nel collegio di Firenze nelle file del Movimento Sociale Italiano - Destra Nazionale; ruppe con il MSI nel giugno 1974, dopo aver ricoperto anche il ruolo di Presidente del partito. Nel giugno 1999, Il Foglio pubblicherà una lettera consegnata da Birindelli a Giorgio Almirante il 25 giugno 1984 in cui l'Ammiraglio afferma, tra l'altro: "Quello che hai detto alla tv nei miei riguardi non mi ha meravigliato; hai manipolato, in quella come in mille altre circostanze, la verità onde distogliere l'attenzione dei meno accorti dalle tue varie deficienze e/o malefatte. Ciò che hai detto si aggiunge alle infinite menzogne di cui è fatta la tua vita e il tutto spiega il senso di disgusto che ho sempre provato nell'avvicinarti".
Nel corso del suo mandato parlamentare è stato componente delle commissioni Esteri dal 25 maggio 1972 al 22 luglio 1975, e Difesa dal 22 luglio 1975 al 4 luglio 1976, data del termine del suo mandato.
Nel 1976 è uno dei fondatori di Democrazia Nazionale, che non eleggendo parlamentari, si scioglie nel 1979.
Il suo nome è comparso nel 1981 nella lista degli appartenenti alla P2. Della sua esperienza politica e della sua partecipazione alla P2 ha parlato in un'intervista pubblicata su La Stampa del 20 giugno 2005 dal titolo «Io, gli inglesi e i golpisti italiani».
Il suo nome compare nelle relazioni di maggioranza e di minoranza redatte alla fine dei lavori dalla Commissione parlamentare d'inchiesta sulla Loggia P2.
Convinto fautore dell'istituto monarchico è stato presidente della Consulta dei senatori del Regno. L'ammiraglio Gino Birindelli è morto a Roma all'ospedale militare del Celio il 2 agosto 2008, all'età di 97 anni.

### Le esequie
I funerali si sono svolti martedì 5 agosto nella caserma "Grazioli Lante" di Roma, e per volere dello stesso Birindelli la cerimonia si è svolta "in forma strettamente laica". A rendere omaggio alla memoria dello scomparso c'erano, tra gli altri, il Presidente del Senato, Schifani, quello della Camera, Fini, il Ministro della Difesa La Russa, il Sottosegretario alla Difesa Giuseppe Cossiga, il Capo di Stato Maggiore della Marina ammiraglio Paolo La Rosa e Amedeo d'Aosta.
La cerimonia si è conclusa con le note della banda della Marina che hanno accompagnato il corteo funebre fuori dalla caserma. La bara, avvolta nel Tricolore, è stata portata a spalla nel piazzale della caserma da sei incursori del Comsubin, eredi del reparto con cui Birindelli operò in guerra, violando la Base inglese di Gibilterra. Accanto alla bara, su un camion, un siluro a lenta corsa, riproduzione del mezzo con cui Birindelli violò la base di Gibilterra.
È stato realizzato un documentario con una sua intervista registrata nella sua casa di Roma nel 2004, dal titolo Lo spirito del Serchio per la regia di Claudio Costa. Il documentario è uscito nel 2009.